# 那不勒斯商务中心

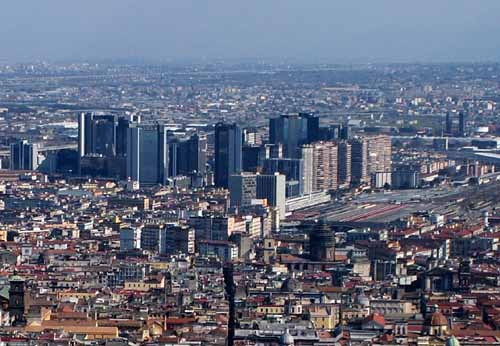
那不勒斯商务中心鸟瞰

那不勒斯商务中心（義大利語：Centro Direzionale）是意大利那不勒斯的商务区。

## 历史
商务中心项目可追溯到1964年。它是由日本建筑师丹下健三设计于1982年。 
中心占地超过1平方公里，坐落在中央火车站附近的波焦雷亚莱区。中心所在地原为城市的最糟糕的部分，毗邻意大利南部最大的监狱波焦雷亚莱监狱。
中心包括18个区块，高楼高达100米。有写字楼以及住宅单位。中心区设有那不勒斯市的绝大部分行政办公楼，其中的行人专用区开设商店，餐馆和酒店。建筑装饰着喷泉，长椅，绿树和一座教堂。
中心是意大利南部最高的建筑意大利电信塔的所在地。

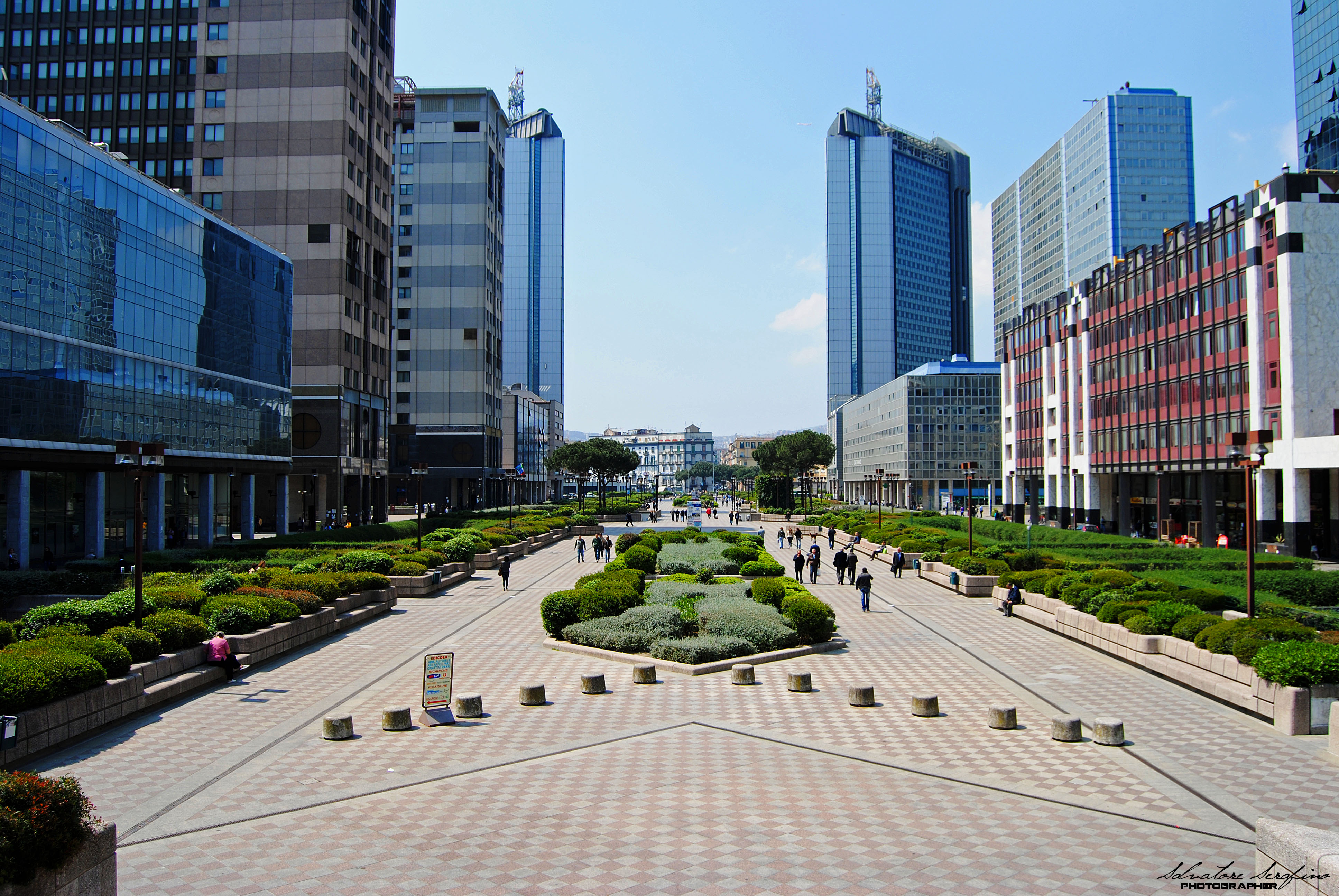
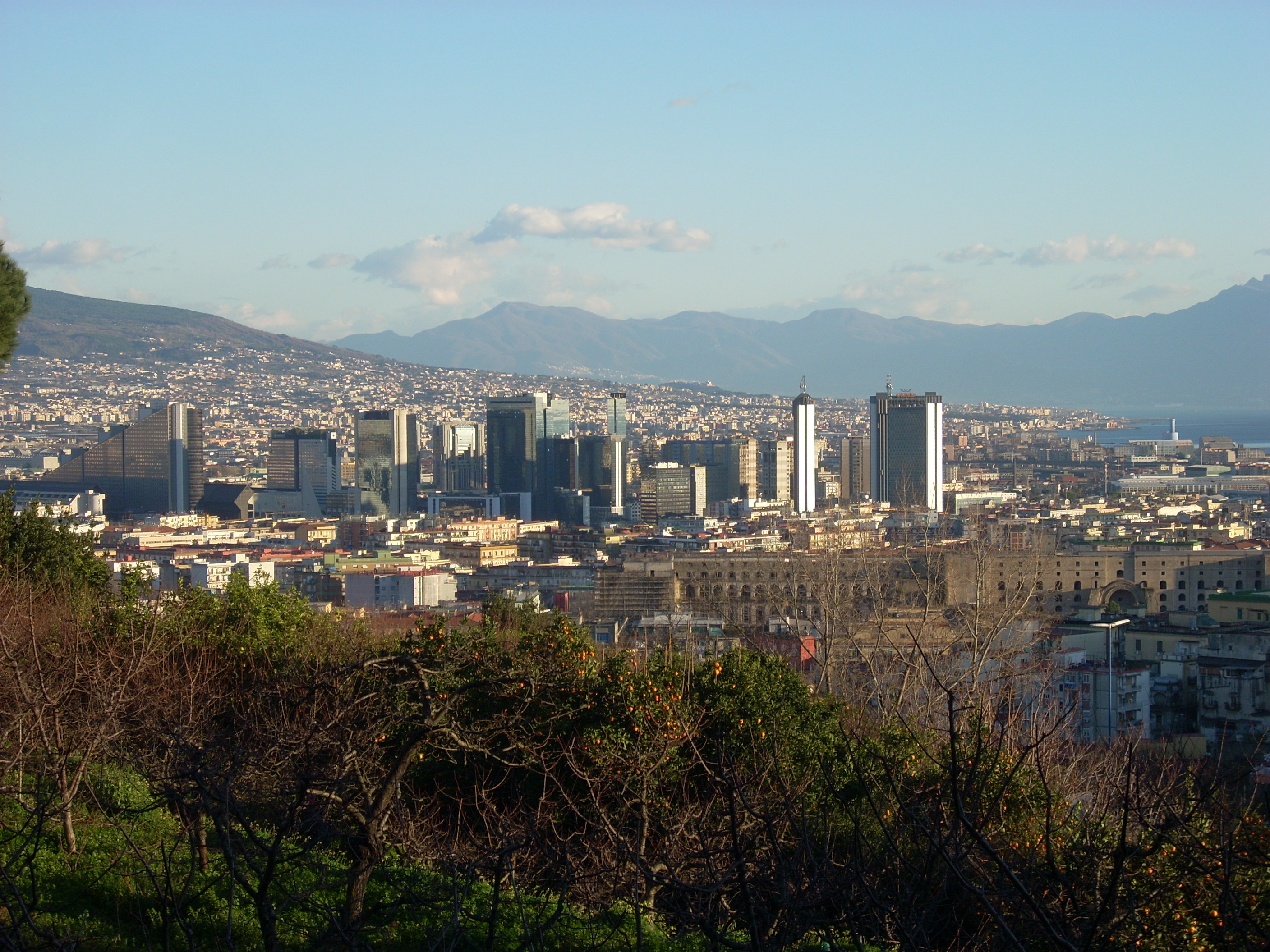

## 交通
- 商务中心站 (那不勒斯地铁)（英语：Centro Direzionale station），于2025年启用[1]
- 那不勒斯商务中心火车站（英语：Napoli Centro Direzionale railway station），改造中